# Экономика анархизма
Экономика анархизма — совокупность теорий и практик экономической деятельности в рамках политической философии анархизма. Многие анархисты являются антиавторитарными антикапиталистами, причем анархизм обычно называют формой либертарного социализма, то есть безгосударственной системы социализма. Анархисты поддерживают личную собственность (определяемую с точки зрения владения и использования, то есть мютюэлистический узуфрукт) и выступают против концентрации капитала, монополии, частной собственности на средства производства, такую как средства производства (капитала, земли и средств труда), прибыли, ренты, ростовщичества и наемного рабства, которые рассматриваются как аспекты, присущие капиталистическому обществу.

## История

### Ранние теории
Уильям Годвин, ранний английский анархист, предусматривал возможность специализации в различных ремеслах, которая привела бы человека к выполнению задачи, к которой у него были наибольшие способности, и раздавая свои прибавочные продукты тем, кто в них нуждается, получая то, что ему самому нужно из других вещей, из излишков, произведенных соседями, но всегда на основе свободного распределения, а не обмена.
По мнению немецкого философа и анархо-индивидуалиста Макса Штирнера, частная собственность — это «призрак», который «живет по милости закона» и «становится „моим“ только по воле этого закона». Другими словами, частная собственность существует исключительно «через защиту государства».

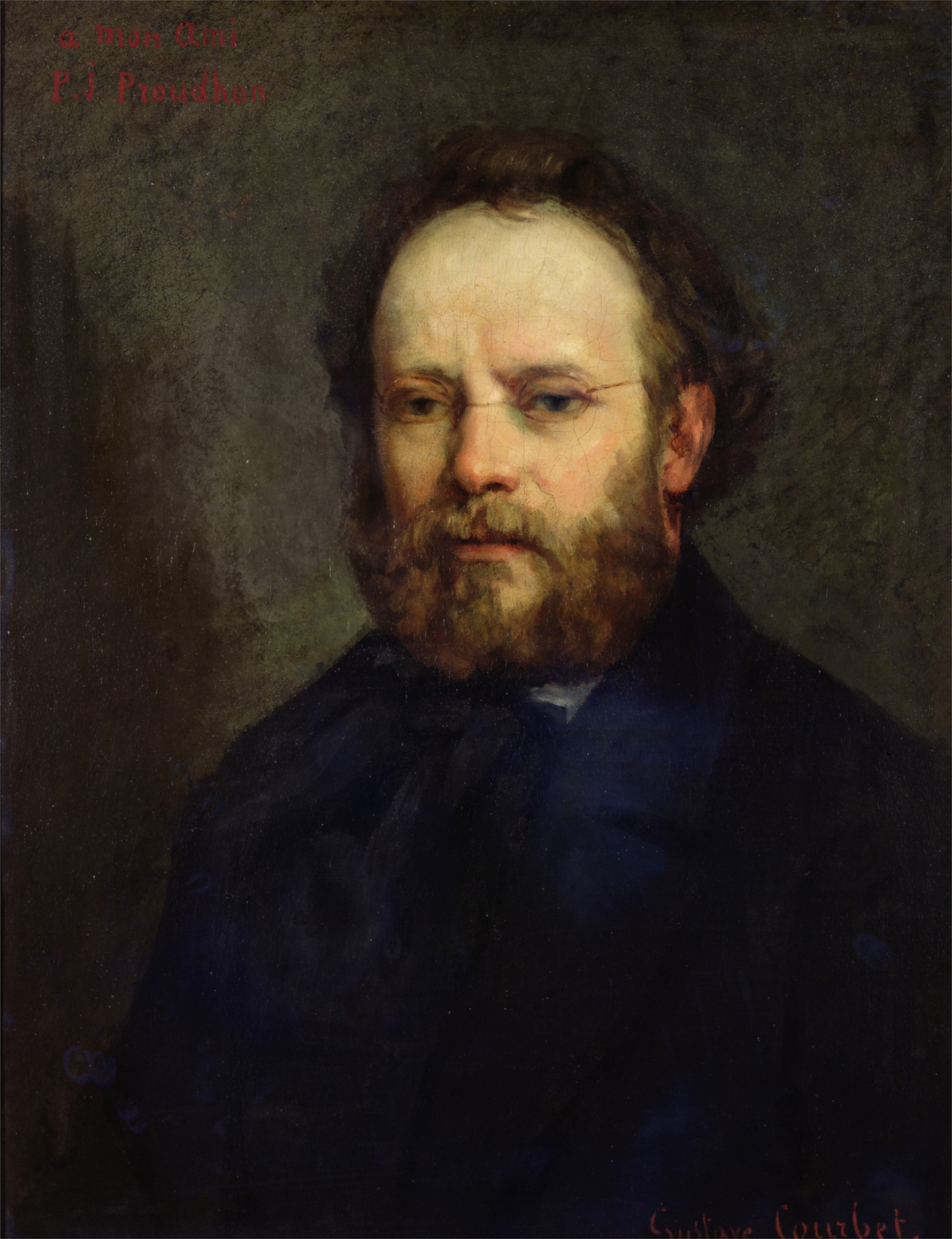
Пьер-Жозеф Прудон

Пьер-Жозеф Прудон, создатель современной идеологии анархизма, в рамках своей теории мютюэлизма, считал, что общество должно быть организовано на основе товарищеских групп свободных индивидов. Основные продукты потребления должны обмениваться на основании ценности труда, вложенного в них. Беспроцентные кредиты должны обмениваться через так называемый «Народный банк» (фр. Banque du Peuple). Целевой группой идей Прудона были крестьяне, ремесленники, люди свободных профессий, специалисты и т. д., то есть люди трудящиеся самостоятельно. Коммунальное управление должно было находиться в руках объединений, а не бюрократов или советов. Позднее, в 1863 году в сочинении «О федеративном принципе» (фр. Du principe fédératif et de la nécessité de reconstituer le parti de la révolution) Прудон пытался противодействовать атомизации товариществ, выступая за федеративную организацию.

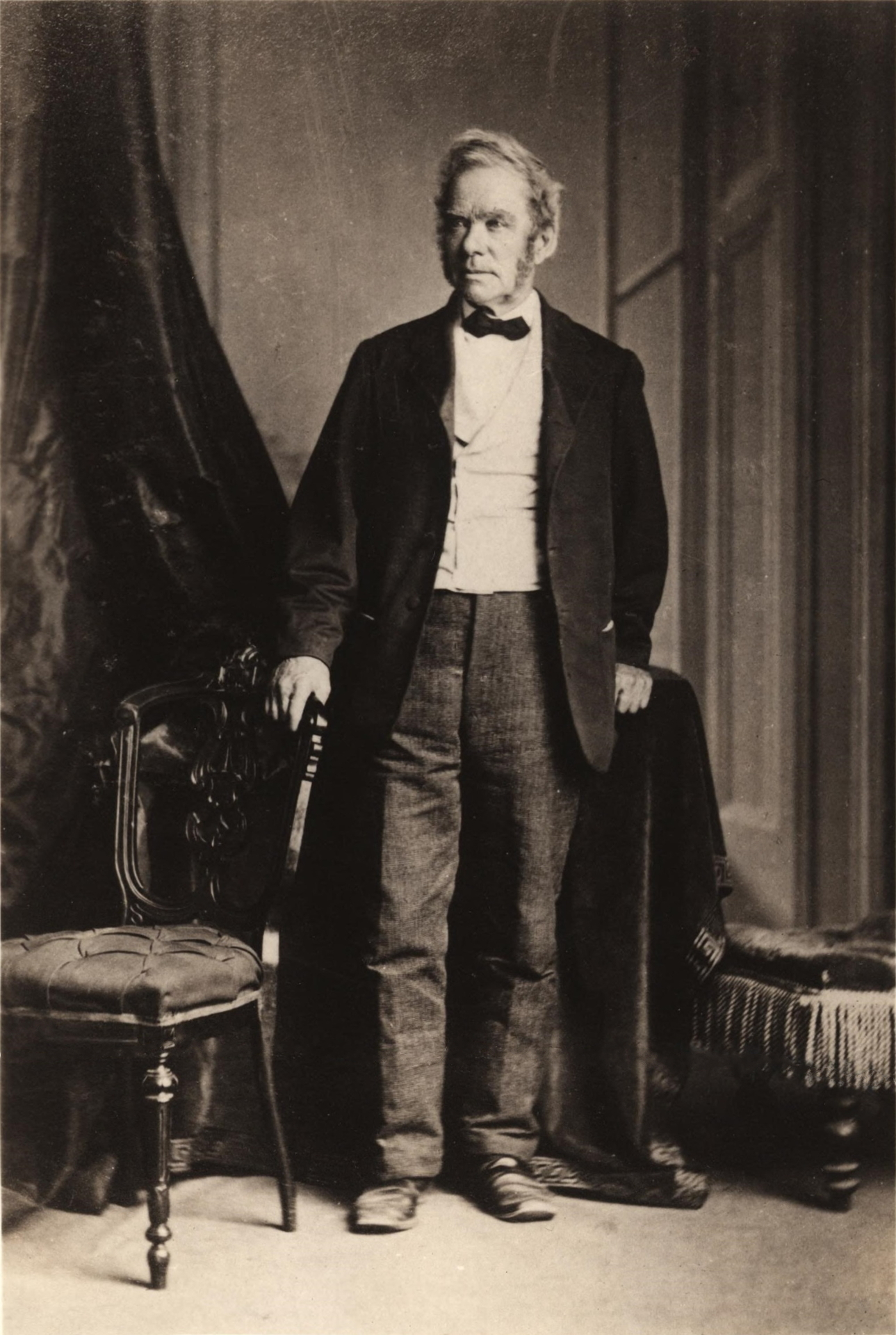
Джосайя Уоррен

Джосайя Уоррен, широко известный как первый американский анархист, создал максиму «Стоимость — предел цены», причем «стоимость» здесь означает не уплаченную денежную цену, а труд, затраченный на производство товара. Таким образом, он предложил систему оплаты людей сертификатами, в которых указано, сколько часов они отработали. Они могли обменивать банкноты в местных магазинах времени на товары, на производство которых ушло такое же количество времени.
Уоррен также проверил свои теории на практике, основав экспериментальный «магазин труда за труд» под названием «Магазин времени в Цинциннати», где торговля облегчалась векселями, подкрепленными обещанием выполнить работу. Магазин оказался успешным и работал в течение трех лет, после чего был закрыт, чтобы Уоррен мог продолжить создание колоний, основанных на мютюэлизме. В их число входили «Утопия» и «Новые времена». Уоррен сказал, что книга Стивена Перла Эндрюса «Наука об обществе» , опубликованная в 1852 году, была наиболее ясным и полным изложением собственных теорий Уоррена.
В Европе одним из первых анархо-коммунистов был Жозеф Дежак, а также первый человек, назвавший себя либертарием. В отличие от Прудона и против него, он утверждал, что «рабочий имеет право не на продукт своего труда, а на удовлетворение своих потребностей, какой бы ни была их природа».

### Бакунизм

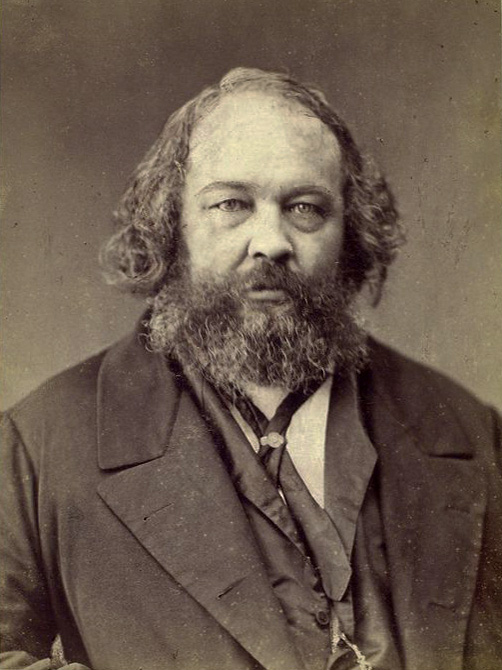
Михаил Бакунин

Антиавторитарные секции Первого Интернационала провозгласили на Сен-Имьерском конгрессе (1872 г.), что «стремления пролетариата не могут иметь никакой иной цели, кроме создания абсолютно свободной экономической организации и федерации, основанной на труде и равенстве все и абсолютно независимое от всякого политического правительства», при котором каждый рабочий будет иметь «право на пользование валовым продуктом своего труда и, следовательно, на средства для полного развития своих интеллектуальных, материальных и моральных сил в коллективной обстановке». Это революционное преобразование могло «быть лишь результатом стихийных действий самого пролетариата, его профессиональных организаций и автономных коммун». Благодаря своим связям с активными рабочими движениями, Интернационал стал важной организацией. Карл Маркс стал ведущей фигурой Интернационала и членом его Генерального совета. Последователи Прудона, мютюэлисты, выступали против государственного социализма Маркса, выступая за политическое воздержание и мелкие владения собственностью.

### Теория Кропоткина

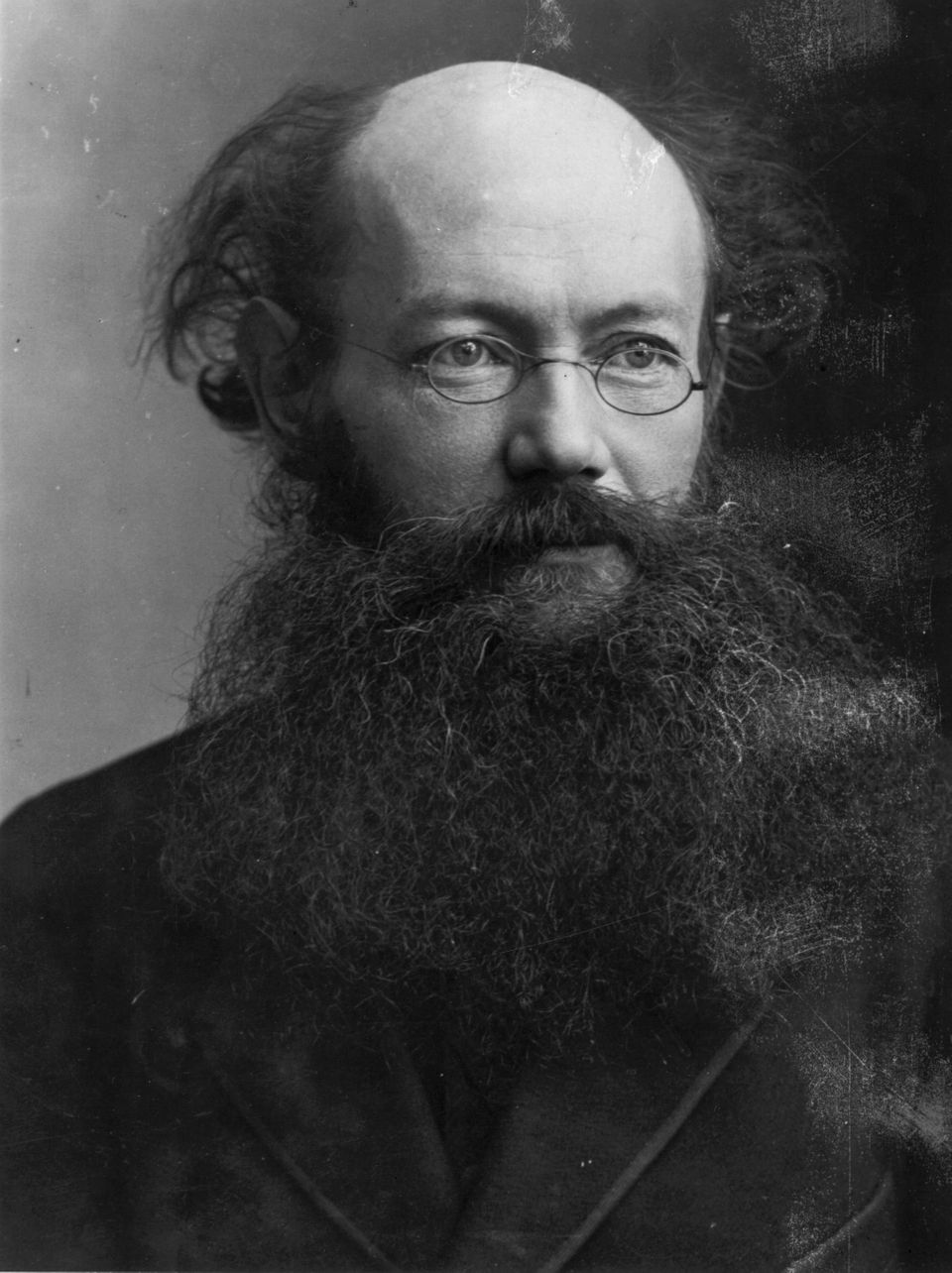
Пётр Кропоткин

К началу 1880-х годов большая часть европейского анархистского движения заняла анархо-коммунистическую позицию, выступая за отмену наёмного труда и распределение по потребностям. По иронии судьбы, ярлык «коллективист» затем стал чаще ассоциироваться с марксистскими государственными социалистами, которые выступали за сохранение той или иной системы заработной платы во время перехода к полному коммунизму. Анархо-коммунист Петр Кропоткин подверг критике эту позицию в своем эссе «Коллективистская система заработной платы», которое было переиздано в его книге «Завоевание хлеба» в 1892 году. Кафьеро объясняет в «Анархии и коммунизме» (1880), что частная собственность на продукт труда будет привести к неравномерному накоплению капитала и, следовательно, к возрождению социальных классов и их антагонизмов; и, таким образом, возрождение государства: «Если мы сохраним индивидуальное присвоение продуктов труда, мы будем вынуждены сохранять деньги, оставляя большее или меньшее накопление богатства в соответствии с большими или меньшими заслугами, а не потребностями отдельных лиц».

## Теоретические экономические системы
Мютюэлизм
Мютюэлизм — это школа анархистской мысли, которую можно проследить в работах Пьера-Жозефа Прудона, который представлял общество, в котором каждый человек мог бы владеть средствами производства, индивидуально или коллективно, а торговля представляла бы эквивалентное количество труда на свободном рынке. Неотъемлемой частью этой схемы было создание банка взаимного кредита, который кредитовал бы производителей по минимальной процентной ставке, достаточно высокой, чтобы покрыть административные расходы. Мутуализм основан на трудовой теории стоимости, которая утверждает, что, когда труд или его продукт продаются, в обмен они должны получать товары или услуги, воплощающие «количество труда, необходимое для производства предмета точно такой же и равной полезности».
Некоторые мютюэлисты полагают, что если бы государство не вмешалось в результате усиления конкуренции на рынке, люди не получали бы больше дохода, чем тот, который пропорционален количеству затраченного ими труда. Мютюэлисты выступают против идеи получения людьми дохода за счет кредитов, инвестиций и ренты, поскольку они считают, что эти люди не работают. Некоторые из них утверждают, что если бы государственное вмешательство прекратилось, эти виды доходов исчезли бы из-за усиления конкуренции за капитал.
Хотя Прудон выступал против этого вида дохода, он выразил: «[…] Я никогда не имел в виду […] запрещать или подавлять суверенным указом земельную ренту и проценты на капитал. Я считаю, что все эти формы человеческой деятельности должен оставаться бесплатным и необязательным для всех». Поскольку мютюэлисты обеспечивают право рабочих на полный продукт своего труда, они поддерживают рынки и частную собственность на продукт труда. Однако они выступают за условные права собственности на землю, частная собственность на которую законна только до тех пор, пока она остается в пользовании или оккупации (что Прудон называл «владением»).
Мутуализм Прудона поддерживает кооперативные фирмы и ассоциации, принадлежащие рабочим, поскольку «нам не нужно колебаться, поскольку у нас нет выбора […] необходимо сформировать АССОЦИАЦИЮ среди рабочих […], потому что без этого они остаются в отношениях как подчиненные и начальники, и возникнут две […] касты хозяев и наемных рабочих, что противоречит свободному и демократическому обществу», и поэтому «становится необходимым, чтобы рабочие сформировались в демократические общества». «с равными условиями для всех членов под страхом рецидива феодализма». Что касается капитальных благ (искусственных, неземельных " средств производства "), мнения мютюэлистов расходятся в вопросе о том, должны ли они быть общеуправляемыми общественными активами или частной собственностью.
Коллективистский анархизм
Коллективистский анархизм — революционная доктрина, выступающая за отмену как государственной, так и частной собственности на средства производства. Вместо этого он предполагает, что средства производства находятся в коллективной собственности, контролируются и управляются самими производителями. Первоначально предполагалось, что при коллективизации средств производства рабочие восстанут и насильственно коллективизируют средства производства. После коллективизации зарплаты рабочих в демократических организациях будут определяться на основе количества времени, которое они вложили в производство. Эти зарплаты будут использоваться для покупки товаров на коммунальном рынке.
Это контрастирует с анархо-коммунизмом, где заработная плата будет отменена и где люди будут свободно брать со склада товары «каждому по его потребностям». Несмотря на название, коллективистский анархизм Михаила Бакунина, таким образом, рассматривается как смесь индивидуализма и коллективизма.
Анархо-коммунизм
Анархо-коммунизм, также известный как анархический коммунизм и иногда как либертарный коммунизм — это теория анархизма, которая выступает за отмену государства, рынка, денег и частной собственности (при сохранении уважения к личной собственности) и в пользу общей собственности на средства производства, «прямая демократия и горизонтальная сеть добровольных ассоциаций и рабочих советов с производством и потреблением, основанными на руководящем принципе: От каждого по способностям, каждому по потребностям». Некоторые формы анархо-коммунизма, такие как повстанческий анархизм, находятся под сильным влиянием эгоизма и радикального индивидуализма, полагая, что анархо-коммунизм является лучшей социальной системой для реализации индивидуальной свободы. Большинство анархо-коммунистов рассматривают эту систему как способ примирить оппозицию между личностью и обществом.
Отмена наёмного труда занимает центральное место в анархо-коммунизме. Когда распределение богатства будет основано на самоопределяемых потребностях, люди смогут свободно заниматься любой деятельностью, которую они считают наиболее приносящей удовлетворение, и им больше не придется заниматься работой, для которой у них нет ни темперамента, ни способностей. Анархо-коммунисты утверждают, что не существует надежного способа измерения ценности экономического вклада одного человека, поскольку все богатство является коллективным продуктом нынешнего и предыдущих поколений.
Анархо-капитализм

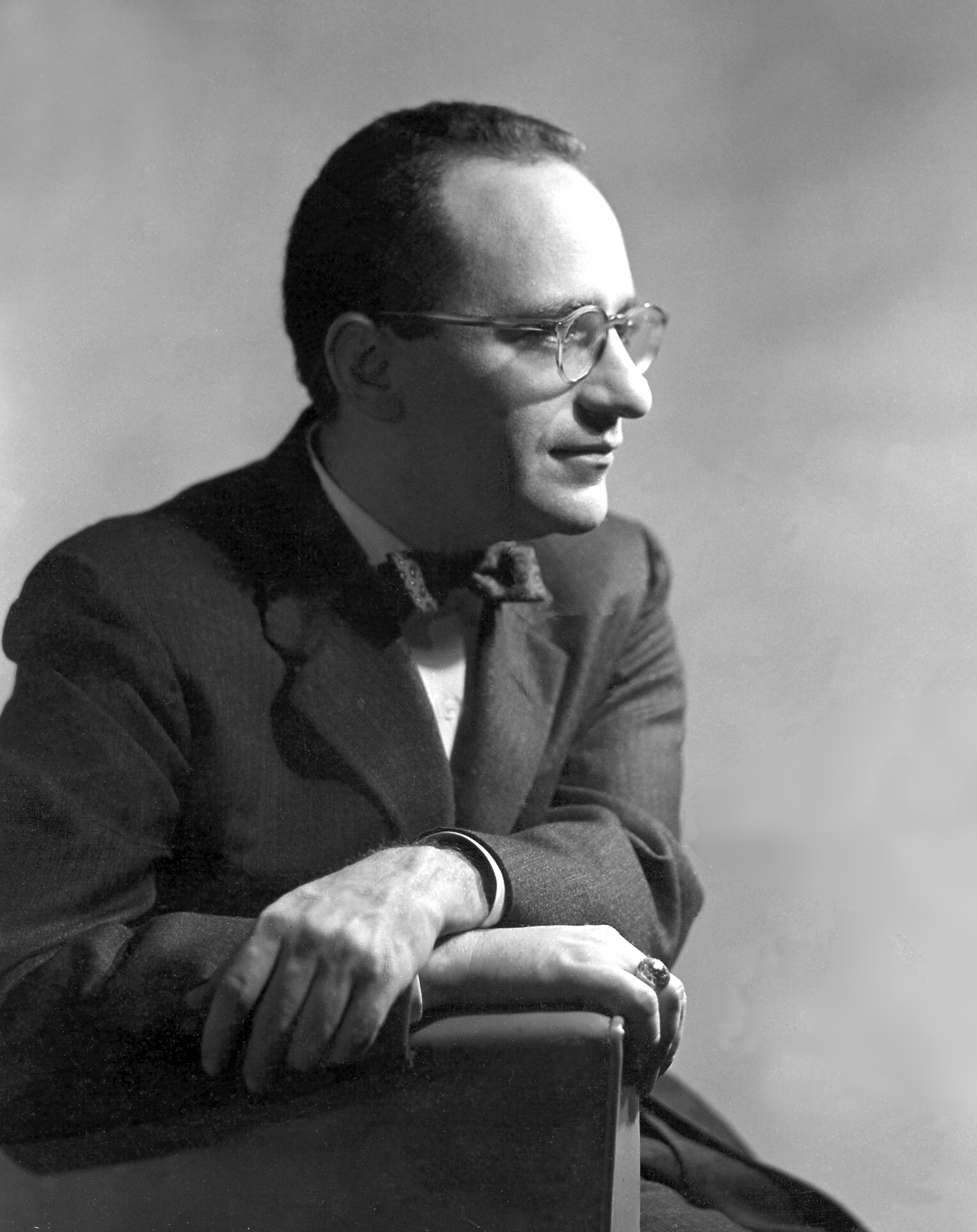
Мюррей Ротбард

Анархо-капитализм, или рыночный анархизм основан на экономических теориях мутуализма и индивидуалистического анархизма.. Она охватывает разнообразные экономические теории, подобные тем, которые предлагались индивидуалистическими анархистами и либертарными социалистами, такими как европейцы Эмиль Арман, Томас Годскин, Мигель Хименес Игуалада и Пьер-Жозеф Прудон, или американцы Стивен Перл Эндрюс, Уильям Бэтчелдер Грин, Лисандр Спунер, Бенджамин Такер, Джосайя Уоррен и различные антикапиталисты, левые либертарианцы и левые рыночные анархисты, такие как Кевин Карсон, Гэри Чартье, Сэмюэл Эдвард Конкин III и Крис Мэтью Скиабарра .
Анархо-капитализм выступает за ликвидацию государственного сектора в пользу экономической системы laissez-faire и связан с такими людьми, как Дэвид Д. Фридман и Мюррей Ротбард. В анархо-капиталистическом обществе правоохранительные органы, суды и все другие службы безопасности будут финансироваться через рынок, а не через конфискационное налогообложение, а деньги будут предоставляться в частном порядке и на конкурентной основе на открытом рынке. Анархо-капитализм развился на основе экономики австрийской школы, изучения права и экономики, а также теории общественного выбора. Поскольку работодатели обычно классифицируются как правители в политической социологии и всегда в анархистской теории, анархисты не связывают анархо-капитализм с анархистской мыслью. Вера в необходимость полиции, своего рода централизованного правоохранительного органа, для предотвращения преступности, независимо от того, приватизирована она или нет, подвергалась критике со стороны анархистов как составляющая государство, поскольку полиция представляет собой группу с монополией на силу. Большинство теоретиков анархизма не считают анархо-капитализм частью анархистского движения в связи с тем, что анархизм исторически был антикапиталистическим движением, и видят его несовместимым с капитализмом.
Вдохновленные анархистами-индивидуалистами, такими как Лисандр Спунер и Бенджамин Такер, оба поддерживали мютюэлизм и критиковали наемный труд. Ротбард утверждал, что индивидуалистический анархизм отличается от анархо-капитализма и капитализма, потому что анархисты-индивидуалисты сохранили трудовую теорию стоимости и социалистические доктрины.
«Парекон» (экономика участия)

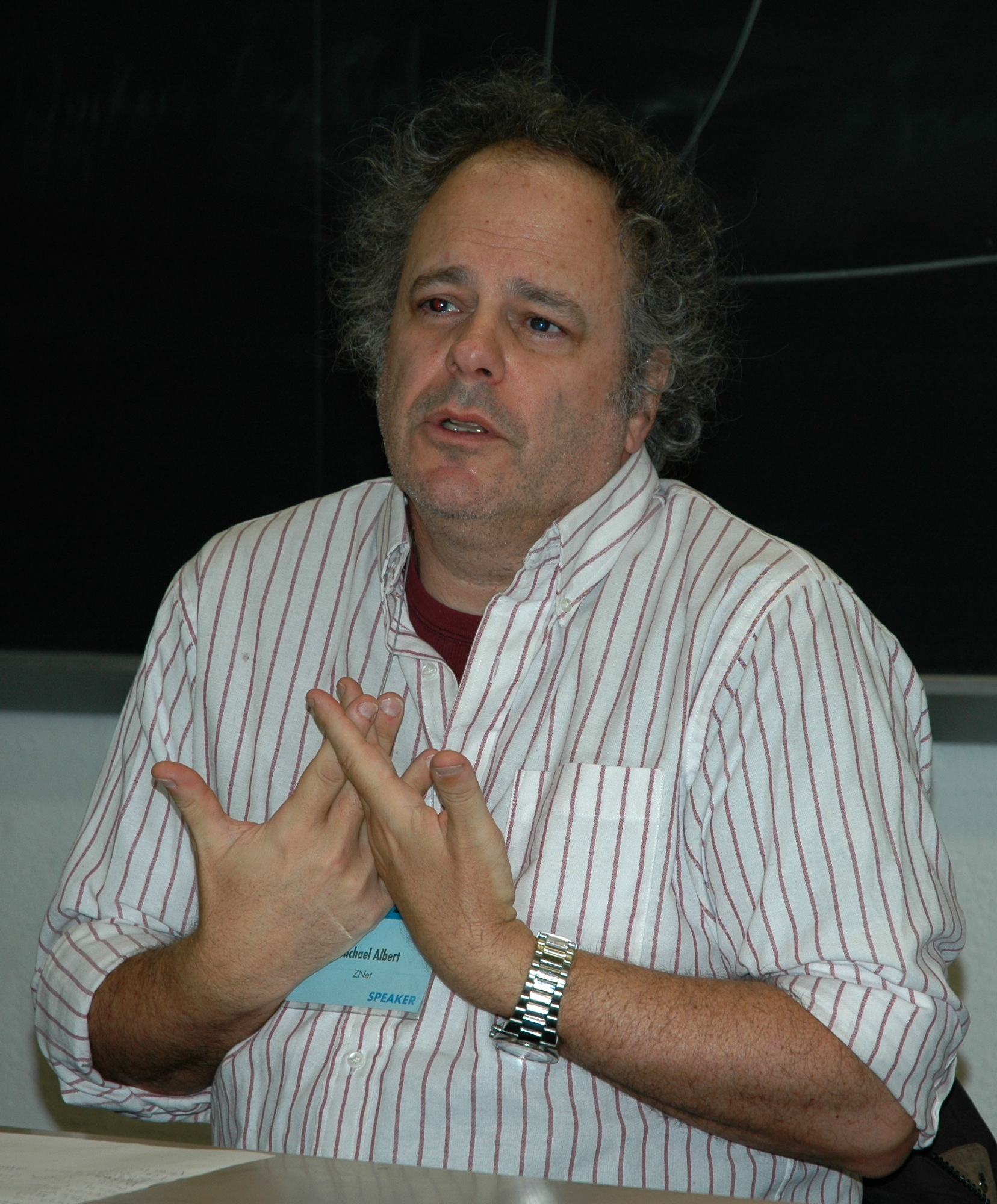
Майкл Альберт — создатель теории парекона

Экономика участия, часто называется парекон, — это экономическая система, предложенная активистом и политическим теоретиком Майклом Альбертом и радикальным экономистом Робином Ханелем. По мнению Альберта, «экономика участия и общество участия обеспечивают достойное, жизнеспособное и даже необходимое и потенциально достаточное анархо-революционное видение». Он предлагает использовать совместное принятие решений в качестве экономического механизма для управления производством, потреблением и распределением ресурсов в данном обществе. Предлагаемый как альтернатива современной капиталистической рыночной экономике, а также альтернатива централизованному плановому социализму, он описывается как «анархическое экономическое видение».